# Tapinocaninus
Tapinocaninus é um gênero extinto de sinapsídeos da família Tapinocephalidae. Era um herbívoro, o primeiro conhecido existia na África do Sul. Seu crânio foi superior a 50 cm e foi capaz de medir três metros de comprimento.